# Alconada
Alconada – gmina w Hiszpanii, w prowincji Salamanka, w Kastylii i León, o powierzchni 21,26 km². W 2011 roku gmina liczyła 164 mieszkańców.